# Jegły
Jegły – jezioro w Polsce w woj. warmińsko-mazurskim, w powiecie szczycieńskim, w gminie Pasym.

## Opis
Jezioro zbliżone kształtem do kwadratu. Brzegi zróżnicowane. Dookoła ciągną się pola i łąki, gdzieniegdzie podmokłe.
Wędkarsko zaliczane jest do typu linowo-szczupakowego. Jezioro jest hydrologicznie otwarte, połączone na południu z jeziorem Kroninek, a na wschodzie z jeziorem Elganowiec poprzez przepływający Kanał Elganowski.
Dojazd ze Szczytna drogą krajową nr 53 w stronę Olsztyna do miejscowości Pasym. Stąd drogą powiatową nr 26601 na północny wschód w stronę Grzegrzółek.
Jezioro leży na terenie obwodu rybackiego jeziora Kalwa w zlewni rzeki Łyna – nr 19.

## Dane morfometryczne
Według danych Instytutu Rybactwa Śródlądowego powierzchnia zwierciadła wody jeziora wynosi 10,5 ha, a maksymalna głębokość – 6,0 m.
Inne dane uzyskano natomiast poprzez planimetrię jeziora na mapach w skali 1:50 000 według Państwowego Układu Współrzędnych 1965, zgodnie z poziomem odniesienia Kronsztadt. Otrzymana w ten sposób powierzchnia zbiornika wodnego to 9,5 ha, a wysokość bezwzględna lustra wody – 139,9 m n.p.m.